# Вулиця На Копані
Вулиця На Копані — вулиця у Личаківському районі міста Львова, місцевість Великі Кривчиці (Кривчицька колонія). Пролягає від вулиці Втіха до вулиці Прогулкової. Прилучається вулиця Корпанюків.

## Історія та забудова
Вулиця прокладена на початку 1930-х років, при будівництві Робітничої Кривчицької колонії. Первісна назва — вулиця Втіха бічна. У 1993 році вулиця отримала сучасну назву — На Копані.
Забудована одно- та двоповерховими будинками різних часів — від 1930-х років до 1990-х—2000-х. Зберігся один дерев'яний будинок — № 3.